# Маркування військової техніки України
Вже в перші місяці російсько-української війни в 2014 бійці ЗСУ почали наносити на техніку різні тактичні позначення для бойової ідентифікації, оскільки техніка окупаційних військ РФ часто була ідентичної. Початково це були українські прапори, позначки жовтого чи блакитного кольорів, або білі смуги й шеврони. 

## Смуги та шеврони
Білі смуги та шеврони на українській бронетехніці відомі з перших місяців війни на сході України в 2014 і застосовувались протягом всього часу її перебігу.
Кількість смуг може варіюватись від однієї до трьох, а шеврони зазвичай складаються із двох смуг.

Приблизно в той самий час українські військові гелікоптери також почали маркуватись двома широкими смугами на хвості. 

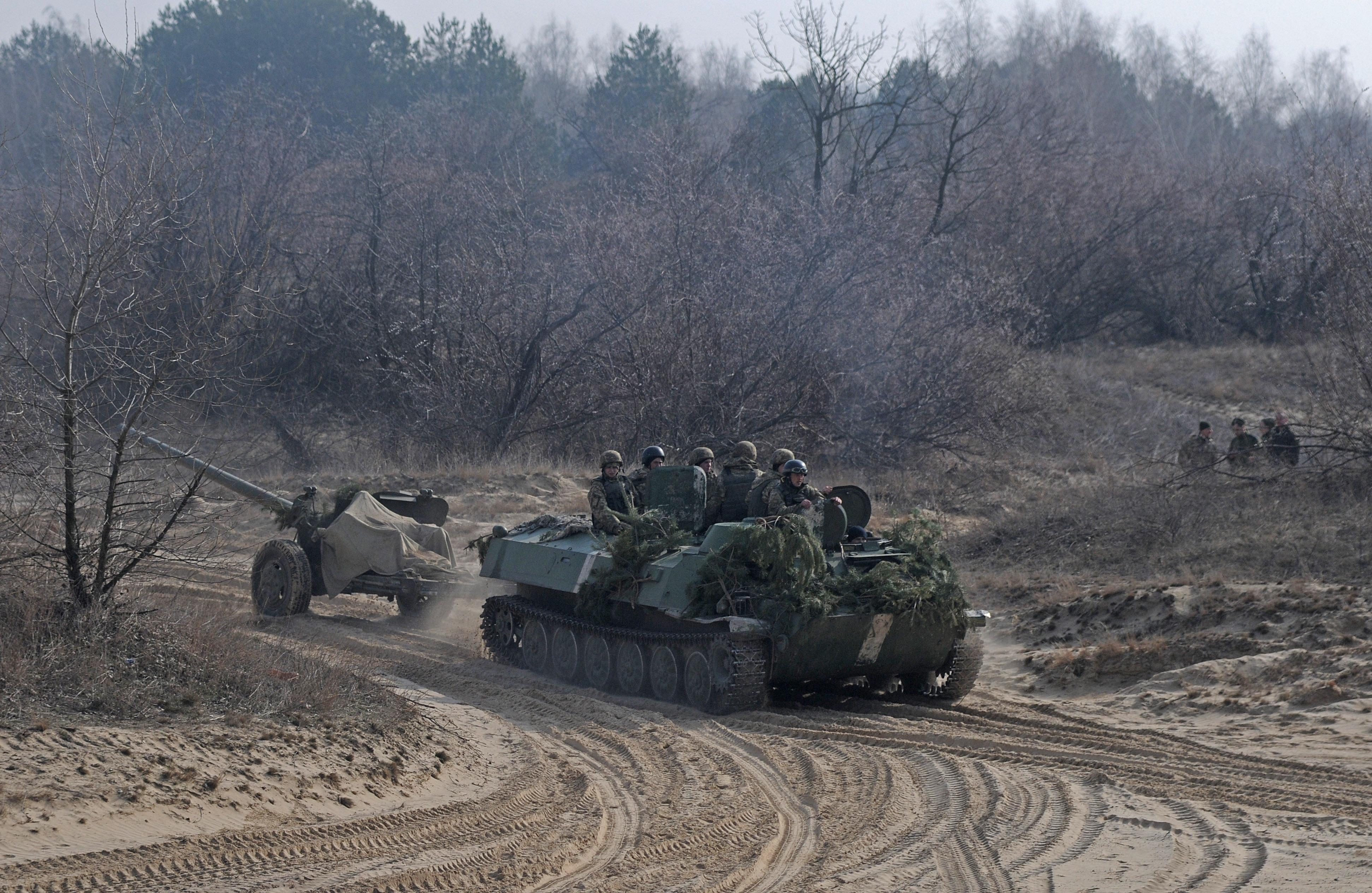
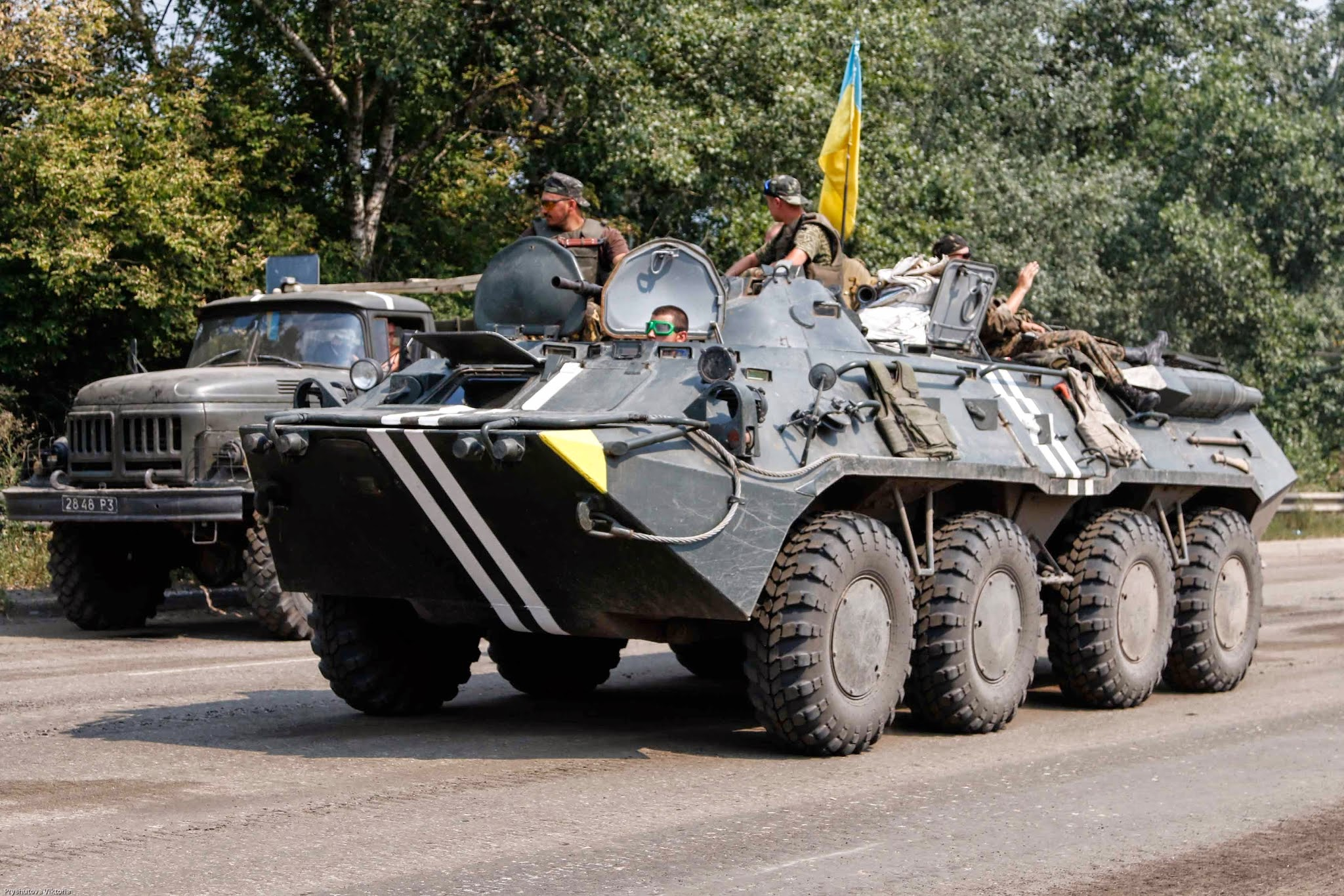
Літо 2014 року
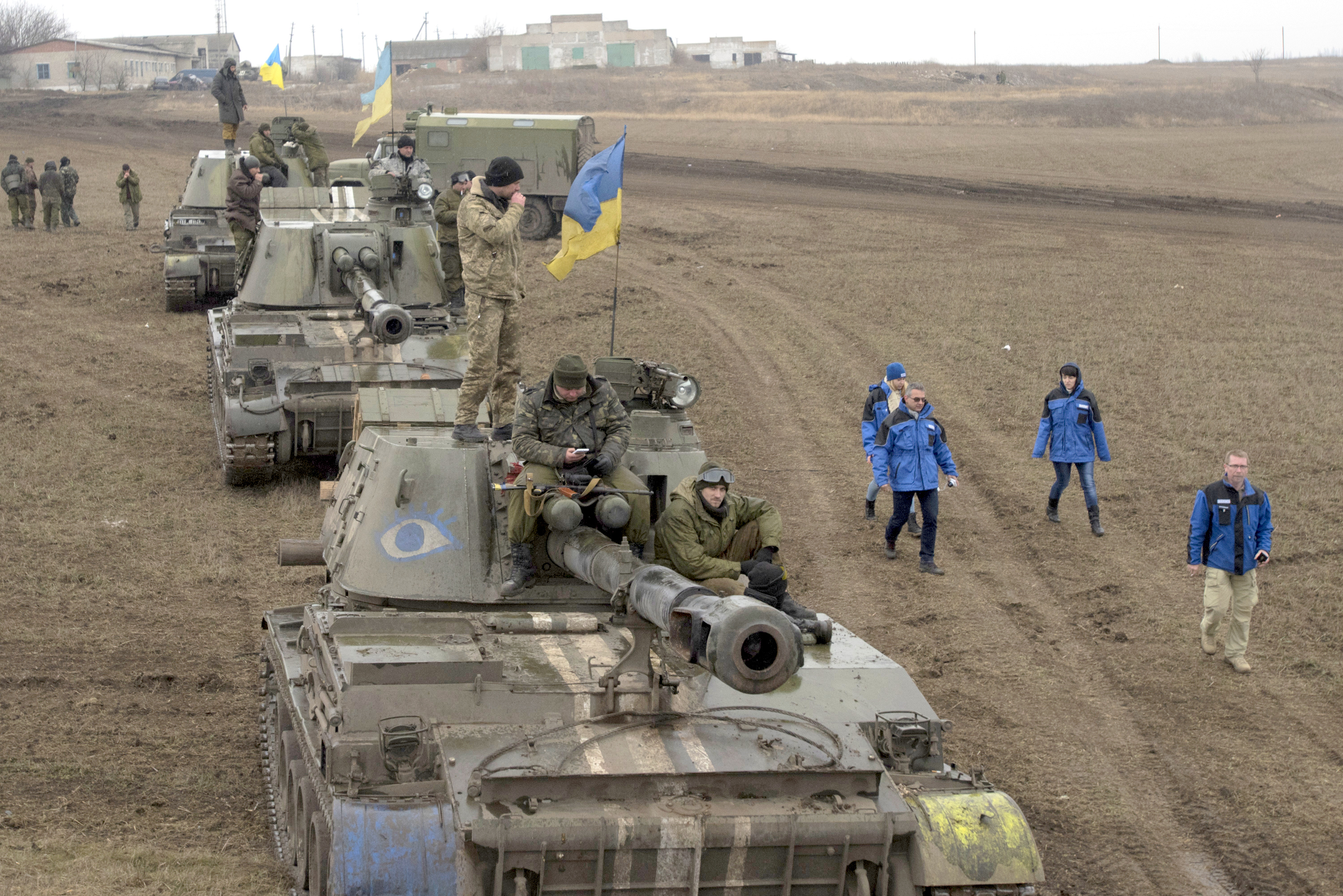
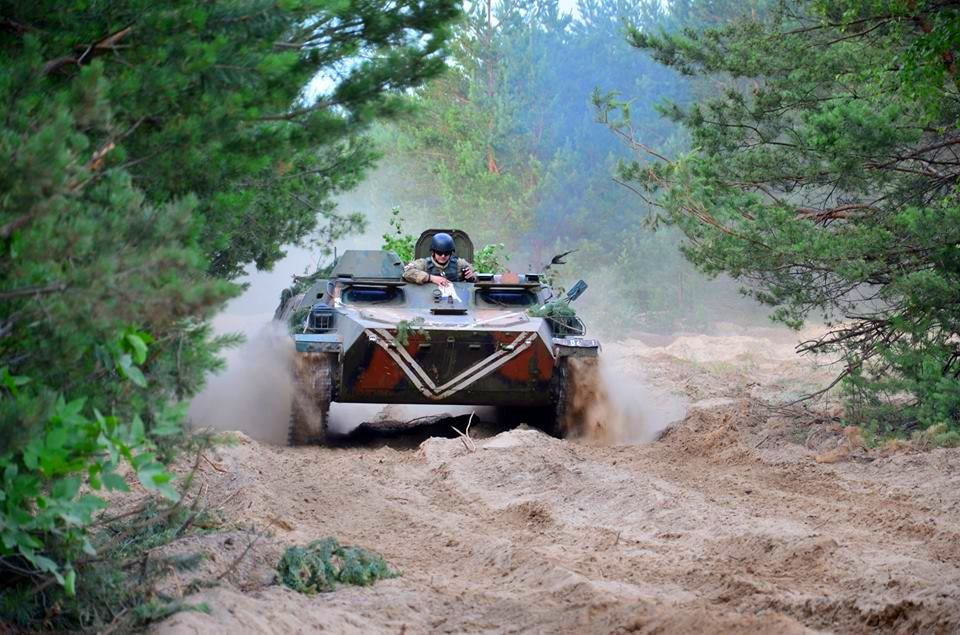
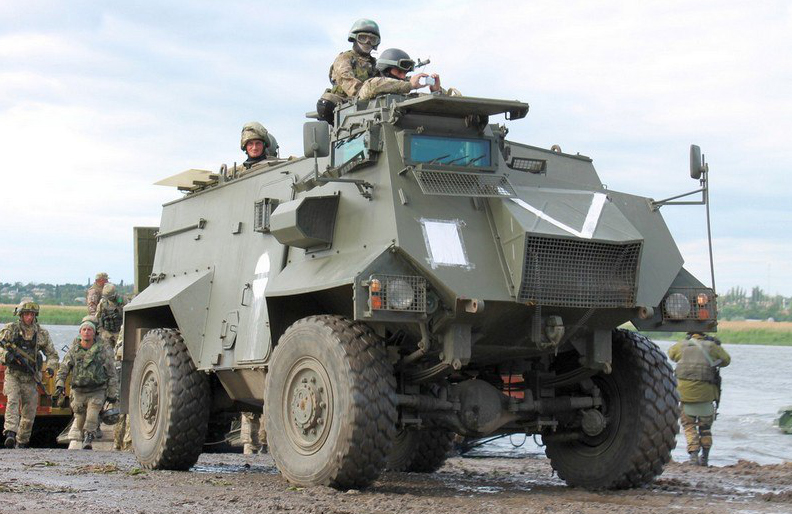
Рідкісний одинарний шеврон, схожий на російську «V»
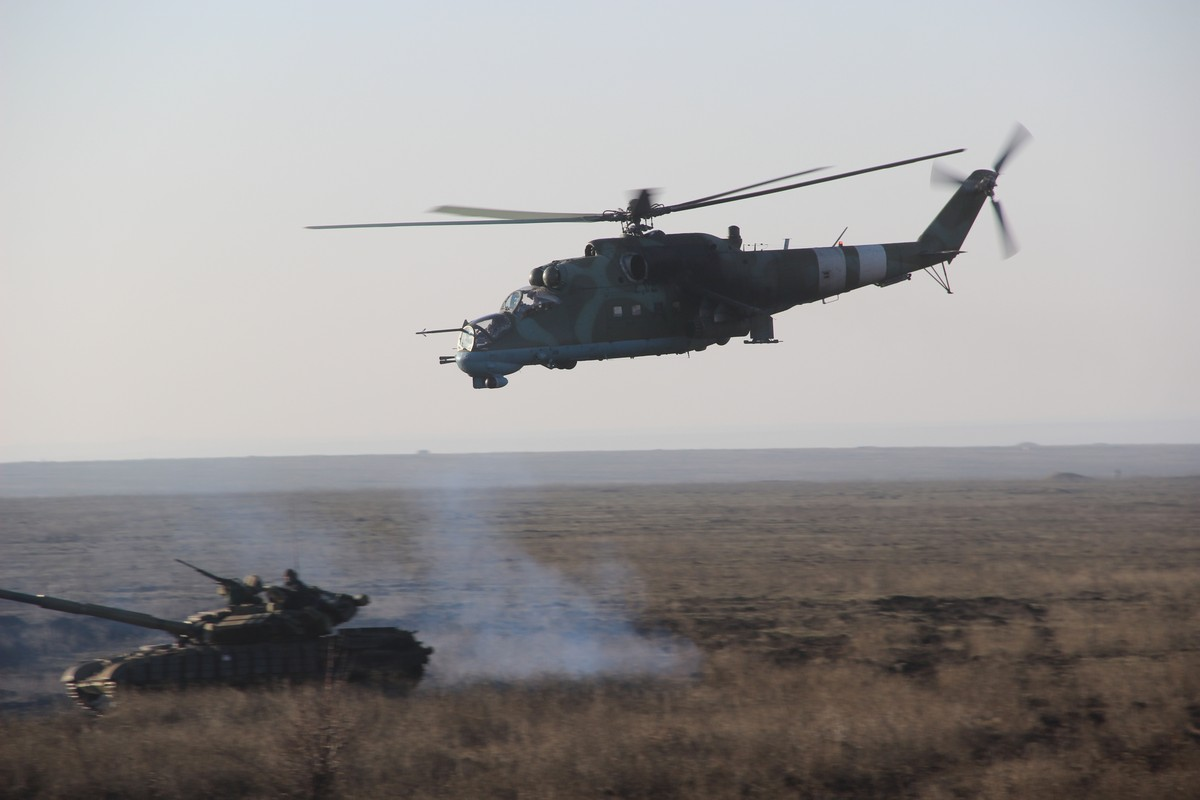
Мі-24 зі смугами

## Колірні позначення
Окрім смуг та шевронів, українські військові також використовують колірні позначення: в основному, це жовтий, синій та рідше зелений кольори. В вересні в 17 ОТБр, що воювала на Слобожанщині, з'явились помаранчеві та жовті прямокутники.

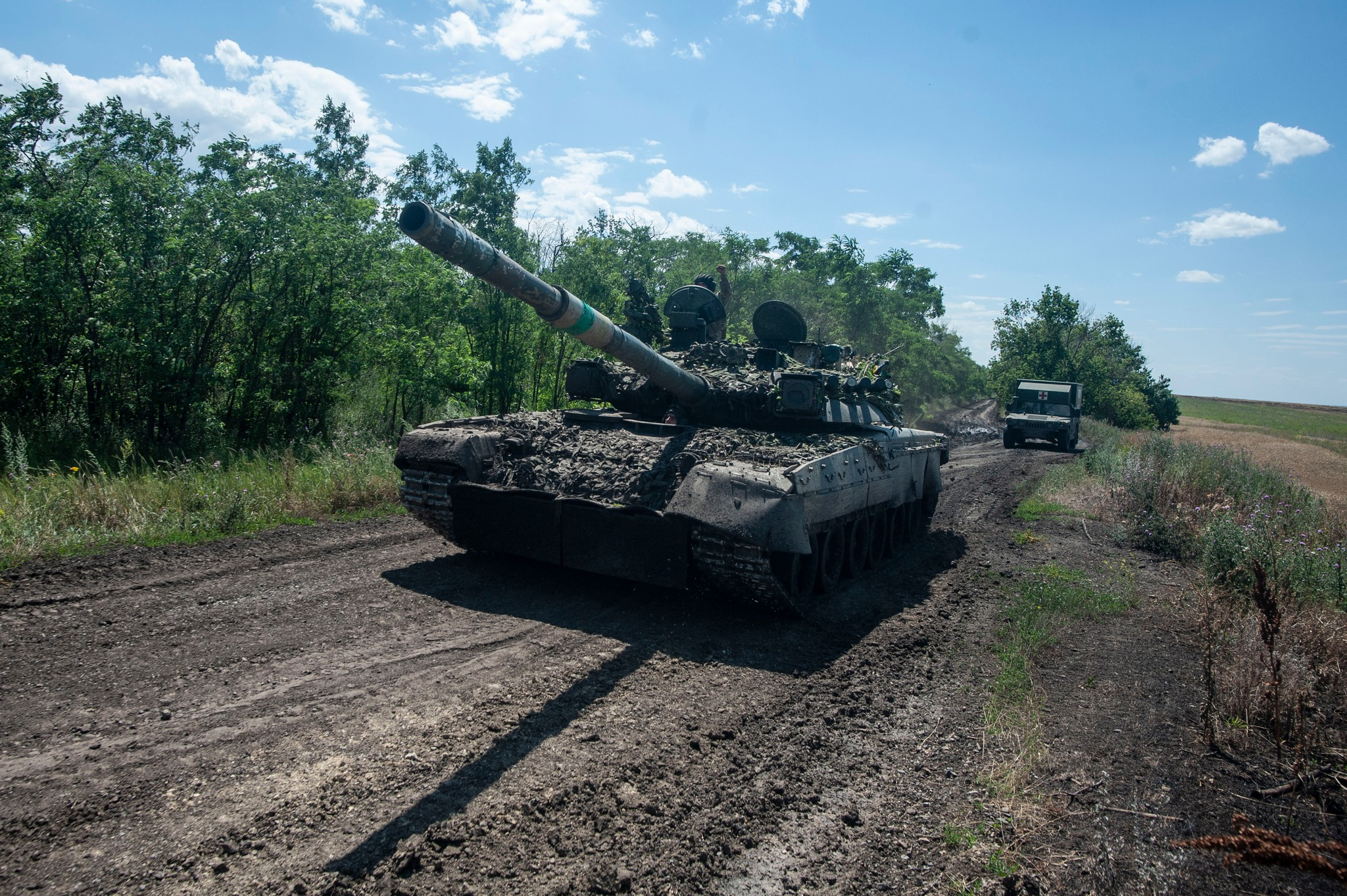
Трофейний Т-80УК з зеленим маркуванням
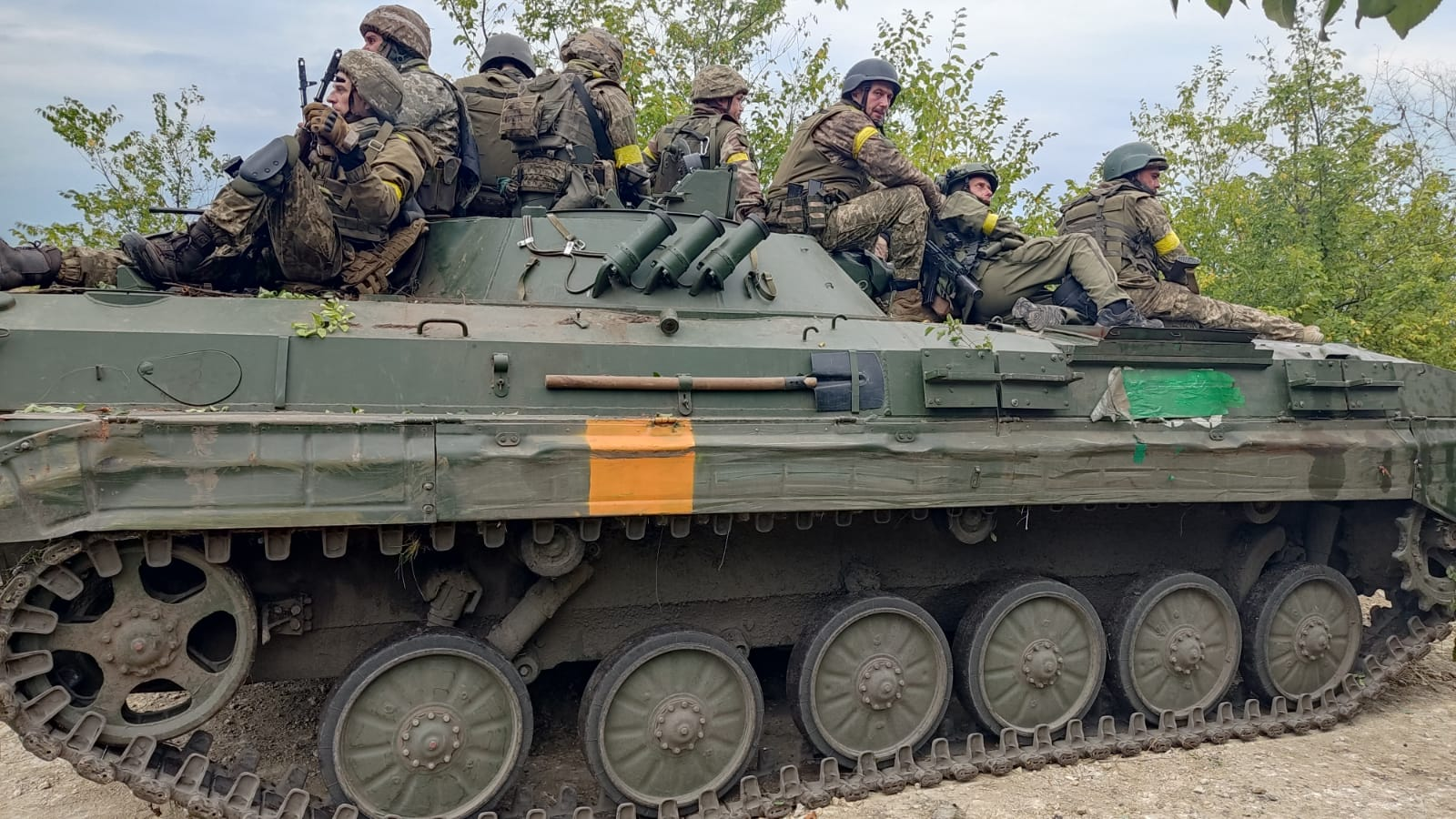
Помаранчевий квадрат 17 ОТБр

## «Хрест ЗСУ»
На початку вересня 2022 року, разом із початком Харківського контрнаступу ЗСУ, з'явився новий символ — рівнобічний хрест, який прозвали «хрестом ЗСУ» або «хрестом контрнаступу». Він одразу набув популярності в соцмережах як символ контрнаступу та бойового успіху українського війська, завдяки стрімкості розгрому російських військ на Харківщині.

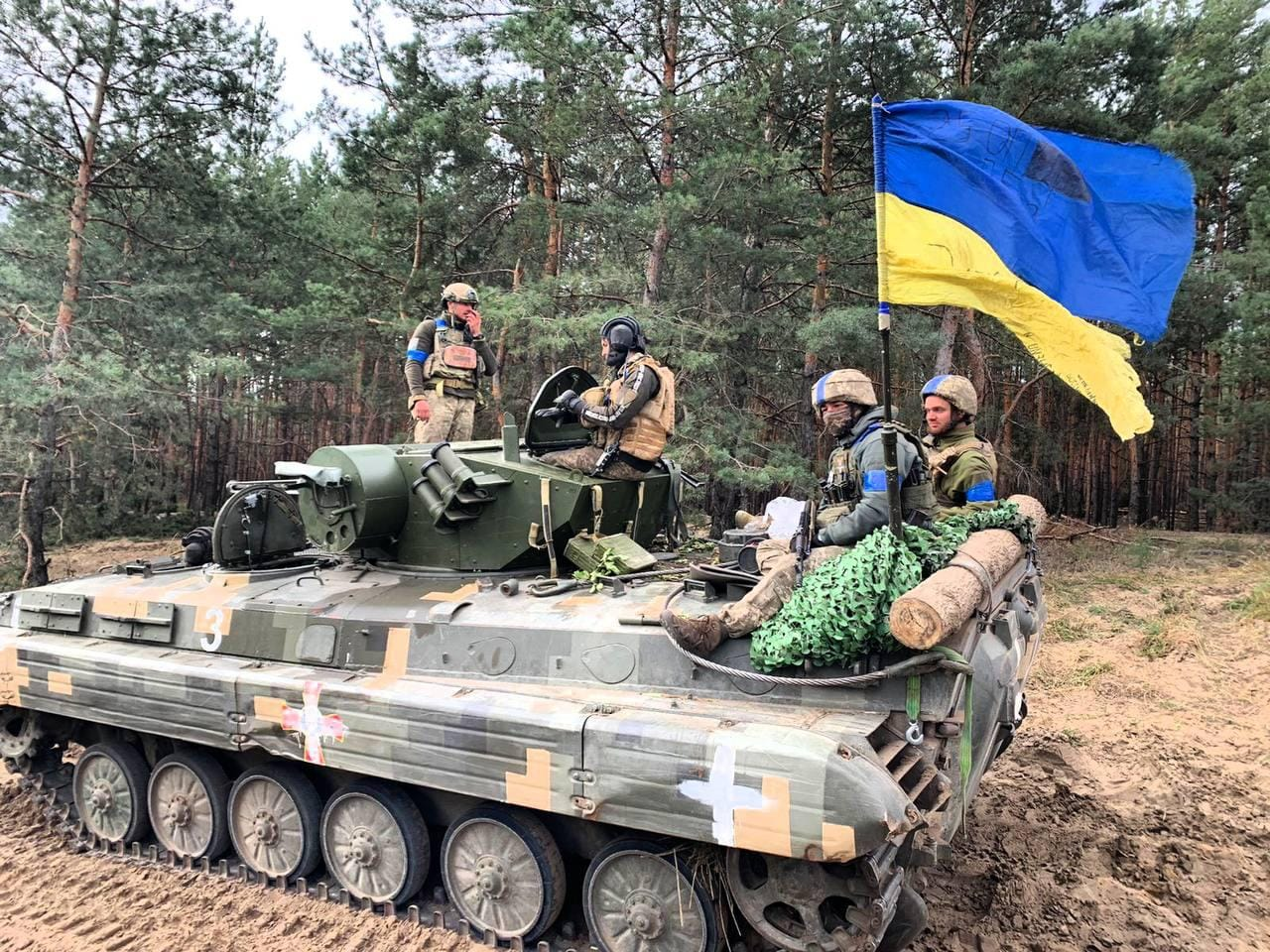
БМП-1ТС
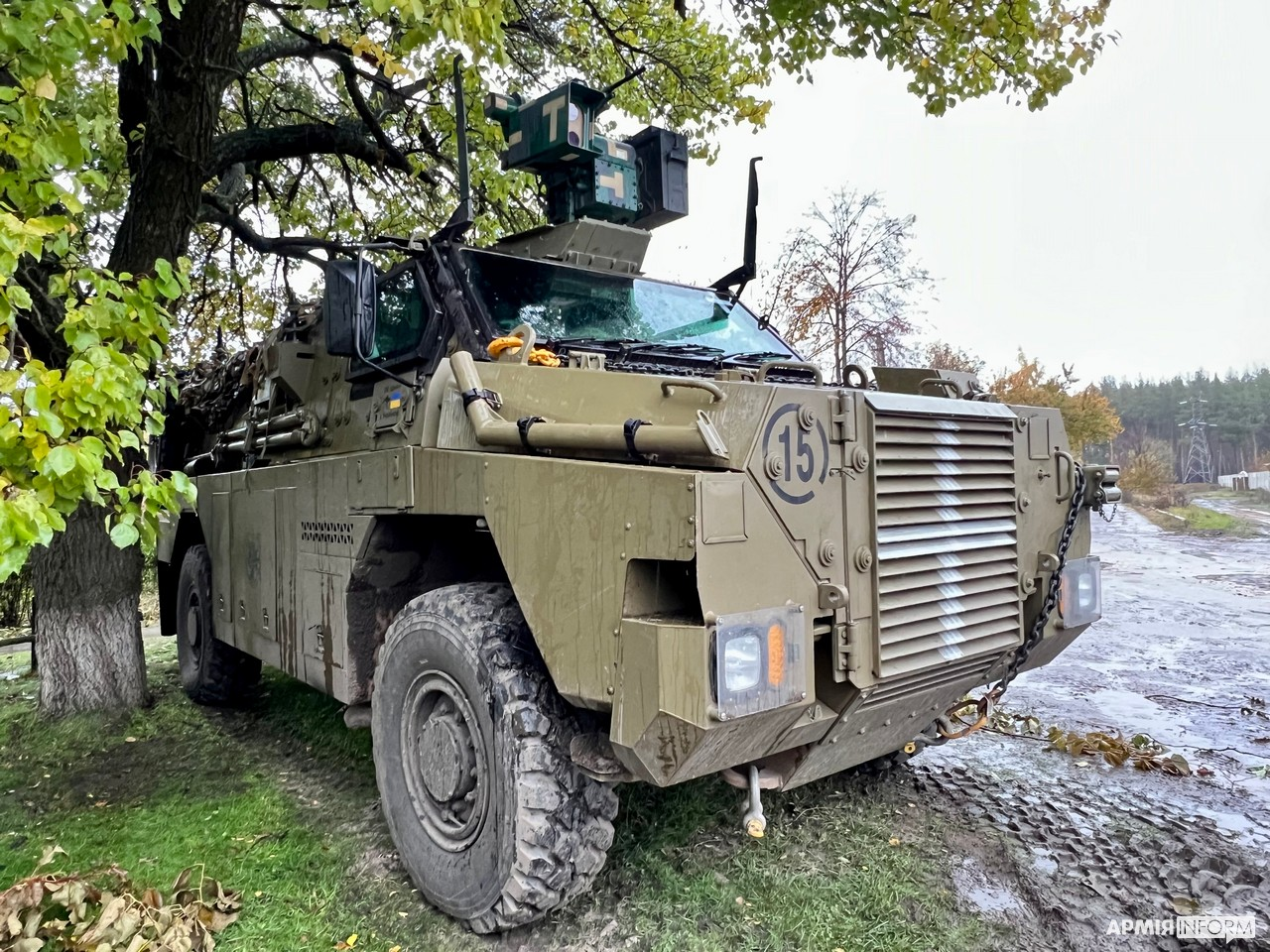
Bushmaster
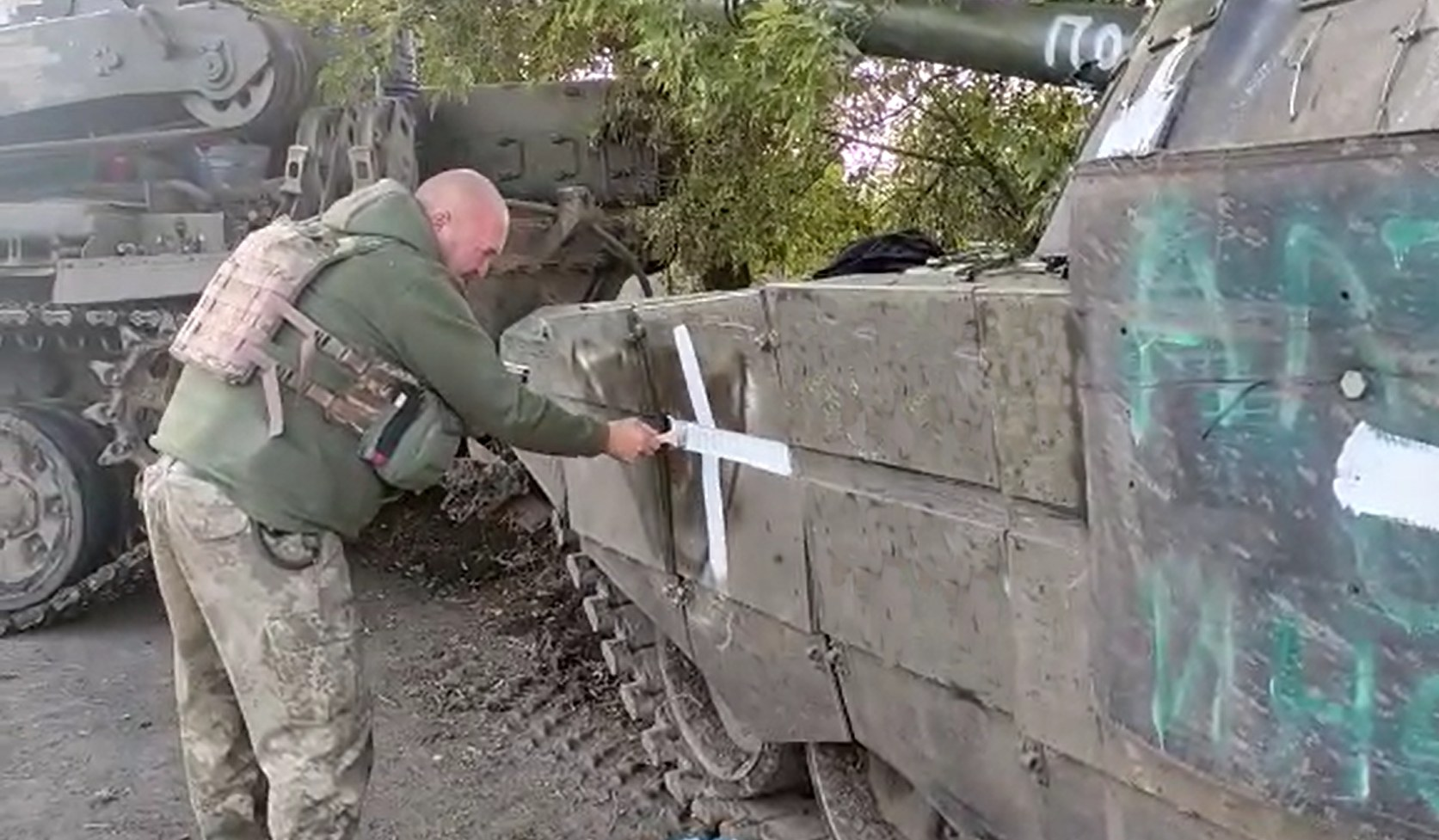
Трофейний Т-72Б3

## «Трикутник ЗСУ»
З початком Курської операції збройні сили України почали наносити на військову техніку білий рівносторонній трикутник.